# ボニー・ブルー・フラッグ

ボニー・ブルー・フラッグ

ボニー・ブルー・フラッグ（Bonnie Blue Flag）は、1810年に短期間存続した西フロリダ共和国が国旗とした、青地に白い一つ星の旗である。後に1861年の南北戦争時の南部連合で非公式の国旗として用いられた。また、この旗にちなんだ行進曲のタイトルでもあり、南部連合のポピュラーな軍歌の一つであった。

## 行進曲「ボニー・ブルー・フラッグ」
元曲は「アイルランドの軽装二輪馬車(Irish Jaunting Car)」で、それにハリー・マッカーシーが歌詞をつけて、ディキシーと並んで最もポピュラーな南軍の軍歌となった。3番から6番までが南部連合の成り立ちの経緯の歌詞となっているが、実際はアラバマ州に先だってミシシッピ州やフロリダ州がサウスカロライナ州に続き脱退したり、最後に南部連合に加わった州はテネシー州ではなくノースカロライナ州である事など史実の脱退順は必ずしも歌詞とは合っていない。また歌われ方も歌詞の順番違いや一部省略、北部による替え歌バージョンなどもある。

### 歌詞と訳詞
1．
We are a band of brothers and native to the soil
我らはこの土地に生まれ育った兄弟の衆、
Fighting for our Liberty, With treasure, blood and toil
血と労苦を宝として我らの自由のために戦う。
And when our rights were threatened, the cry rose near and far
我らの権利が脅かされる時、あちこちで叫び声が上がる
Hurrah for the Bonnie Blue Flag that bears a single star!
一つ星の麗しき青旗に万歳！と。
※
Hurrah! Hurrah!For Southern rights, hurrah!
万歳！万歳！、南部の州権、万歳！
Hurrah for the Bonnie Blue Flag that bears a single star.
一つ星の麗しき青旗に万歳！。
2.
As long as the Union was faithful to her trust
合衆国政府が信義を守ってきた間は
Like friends and like brethren, kind were we, and just
我々も友人や兄弟のように信頼しあっていた。
But now, when Northern treachery attempts our rights to mar
しかし北部が裏切り、我らの州権を反故にしようとする今、
We hoist on high the Bonnie Blue Flag that bears a single star.
我らは一つ星の麗しき青旗を高く掲げる。
※ Repeat(繰り返し）
3.
First gallant South Carolina nobly made the stand
最初に勇敢なサウスカロライナが誇り高く立ち上がると
Then came Alabama and took her by the hand
アラバマが手を携えにやって来た。
Next, quickly Mississippi, Georgia, and Florida
すぐにミシシッピにジョージア，フロリダが続き
All raised on high the Bonnie Blue Flag that bears a single star.
皆で一つ星の麗しき青旗を高く揚げた。
※ Repeat(繰り返し）
4.
Ye men of valor gather round the banner of the right
正義の旗に勇敢な者達が集まってくる。
Texas and fair Louisiana join us in the fight
テキサスと典雅なルイジアナも我らと共に戦いに加わる。
Davis, our loved President, and Stephens statesmen rare
我らが愛するデービス大統領とスティーブンズ副大統領も
Now rally round the Bonnie Blue Flag that bears a single star.
一つ星の麗しき青旗の周りに集まる。
※ Repeat(繰り返し）
5.
Now here's to brave Virginia, the old Dominion State,
古き自治州なる勇敢なバージニアも
With the young Confederacy at last has sealed her fate,
若き南部連合についに運命を共にする決意をする。
And spurred by her example, now other states prepare
それをきっかけに他の州も同様の準備をしようとする。
To hoist high the bonnie blue flag that bears a single star.
一つ星の麗しき青旗を高く揚げるために。
※ Repeat(繰り返し）
6.
Then cheer, boys, cheer, raise a joyous shout
若き者達よ、歓呼せよ、歓声をあげよ。
For Arkansas and North Carolina now have both gone out,
アーカンソーとノースカロライナも、今また脱退した。
And let another rousing cheer for Tennessee be given,
更に喜ばしくテネシーもそれに加わった。
The single star of the Bonnie Blue Flag has grown to be eleven.
麗しき青旗の一つ星が十一に増えた。
※ Repeat(繰り返し）
7.
Then here's to our Confederacy, strong we are and brave,
強く勇敢な我らの南部連合が結成した。
Like patriots of old we'll fight, our heritage to save;
かつて遺産を守るために戦った愛国者のように。
And rather than submit to shame, to die we would prefer,
いっそのこと辱めを受けるよりは死を受け入れる。
So cheer for the Bonnie Blue Flag that bears a single star.
一つ星の麗しき青旗に喝采を。
※ Repeat(繰り返し）